# Doug Farquhar
Doug Farquhar, właśc. Douglas Methven Farquhar (ur. 11 czerwca 1921 w Methil, zm. 20 lutego 2005 w Nowym Jorku) – szkocko-amerykański piłkarz, który występował po obydwu stronach Oceanu Atlantyckiego. Wystąpił w jednym spotkaniu reprezentacji Stanów Zjednoczonych.

## Kariera klubowa
Farquhar zaczynał swą karierę w juniorach St Andrews United, zanim trafił do Arsenalu w 1944. Podczas II wojny światowej gościnnie występował w irlandzkim Lisburn Distillery. Był wyłącznie graczem rezerw i nigdy nie wystąpił w pierwszym zespole, jednakże zdobył medal za zwycięstwo w Football Combination w sezonie 1946/47.
We wrześniu 1950 trafił do Reading na zasadzie wolnego transferu. Rozegrał 9 spotkań, w których zdobył jedną bramkę. Następnie trafił do Hereford United. Kolejnym przystankiem w jego karierze były Stany Zjednoczone, gdzie podpisał kontrakt z New York Hakoah występującym w American Soccer League.

## Kariera międzynarodowa
Farquhar jeden raz wystąpił w reprezentacji Stanów Zjednoczonych. Było to 28 maja 1959 w przegranym 8-1 spotkaniu z reprezentacją Anglii.